# 支笏洞爺國立公園

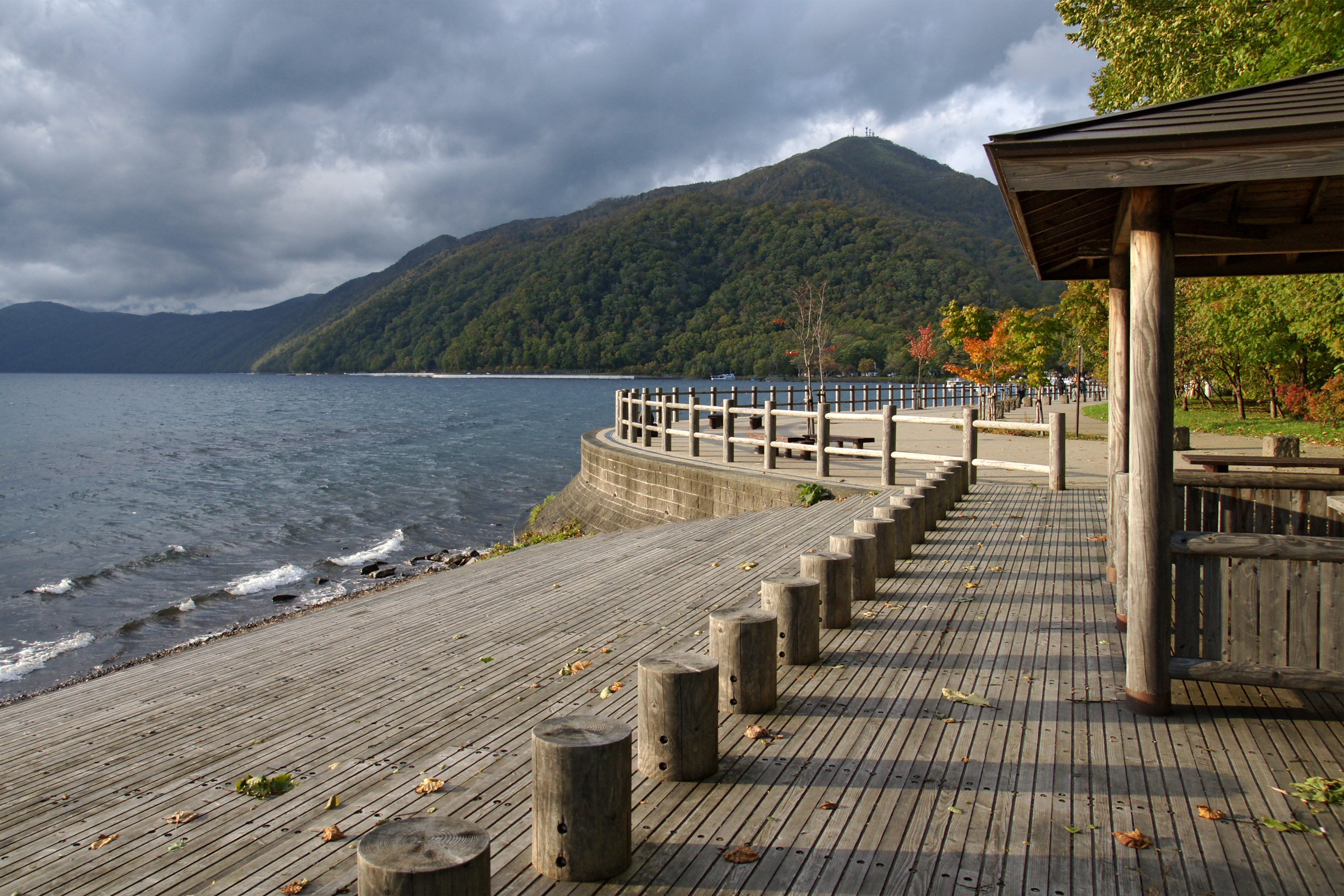
支笏湖

支笏洞爺國立公園（日语：／ Shikotsu-Tōya Kokuritsu Kōen）為日本北海道中部的國立公園，成立於1949年5月16日，面積993.02平方公里。

## 概要
位於北海道西南部的支笏洞爺國立公園以支笏湖及洞爺湖的破火山口為中心，聚集有珠山、昭和新山、樽前山、羊蹄山等火山群、火山性湖沼及溫泉。是北海道內遊客最多的國立公園。由於前往札幌市中心與新千歲機場都十分便利，目前已規劃「札幌風景道路藻岩山麓、定山溪路線」與「支笏洞爺新雪谷路線」兩條風景道路。

## 區域
支笏洞爺國立公園可分為支笏湖地域、定山溪地域、洞爺湖地域、羊蹄山地域、登別地域五大地域。
支笏湖地域
以破火山口湖支笏湖為中心的區域。包含紋別岳、多峰古峰山（たっぷこっぷやま）、丹鳴岳（になるだけ）等外輪山，與風不死岳、惠庭岳、樽前山等火山。區域內有支笏湖溫泉、丸駒溫泉，並有北海道唯一的休暇村。

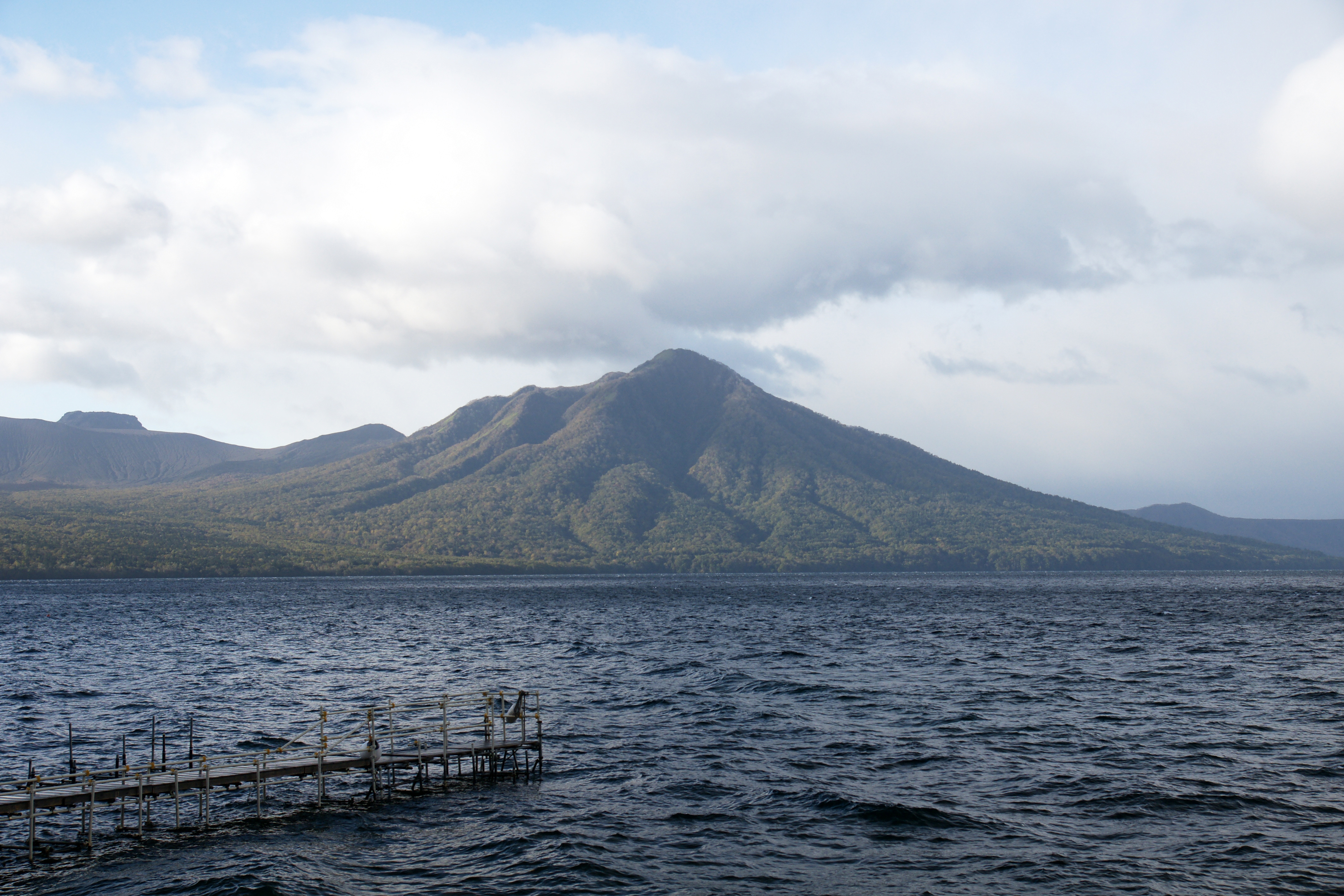
支笏湖與風不死岳（2009年10月）
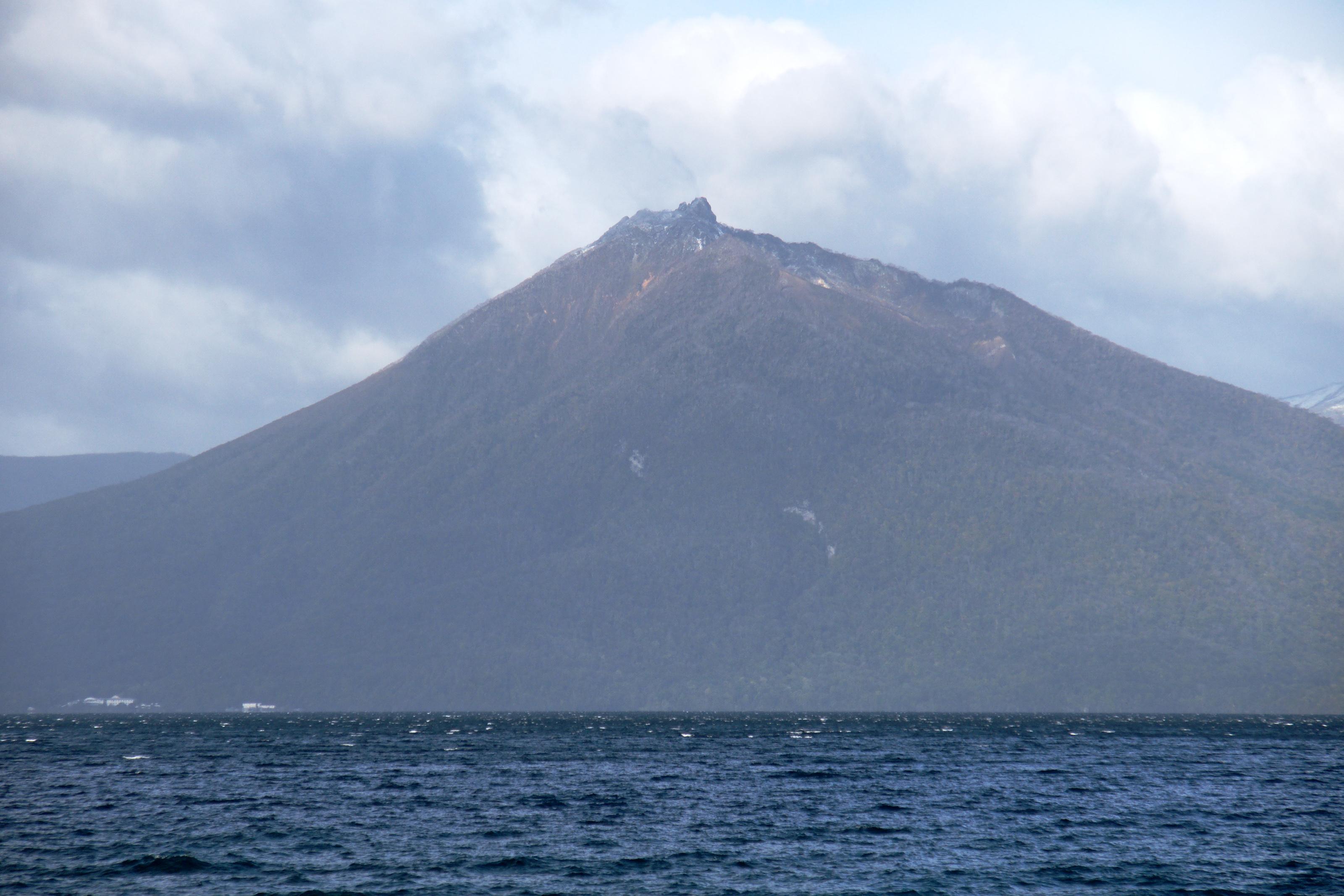
支笏湖與惠庭岳（2009年10月）
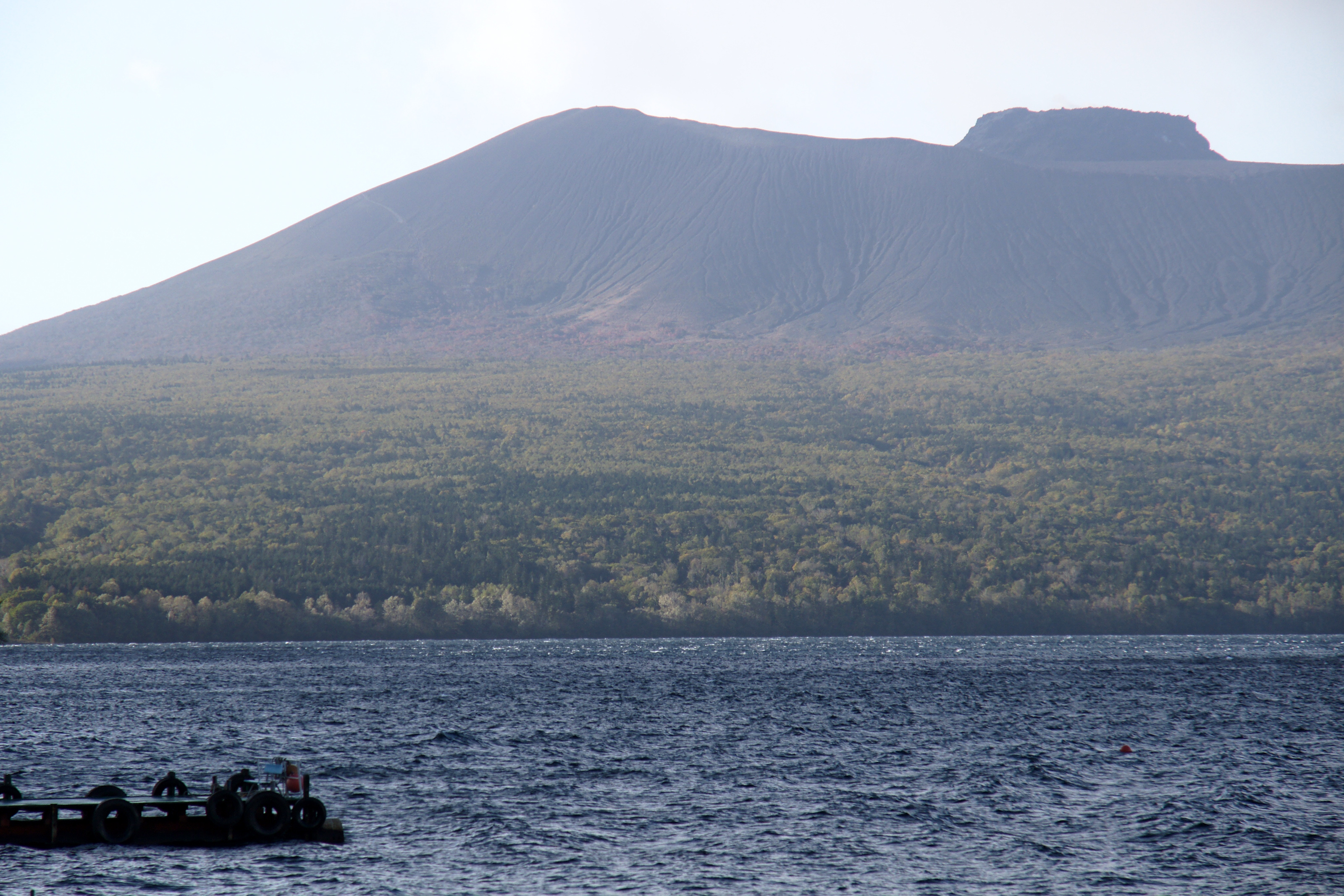
支笏湖與樽前山（2009年10月）

定山溪地域
定山溪地域有屬於熔岩台地的無意根山、空沼岳、札幌岳等山岳。區域內有定山溪溫泉與豐平峽溫泉，豐平峽水壩周邊是賞楓景點。

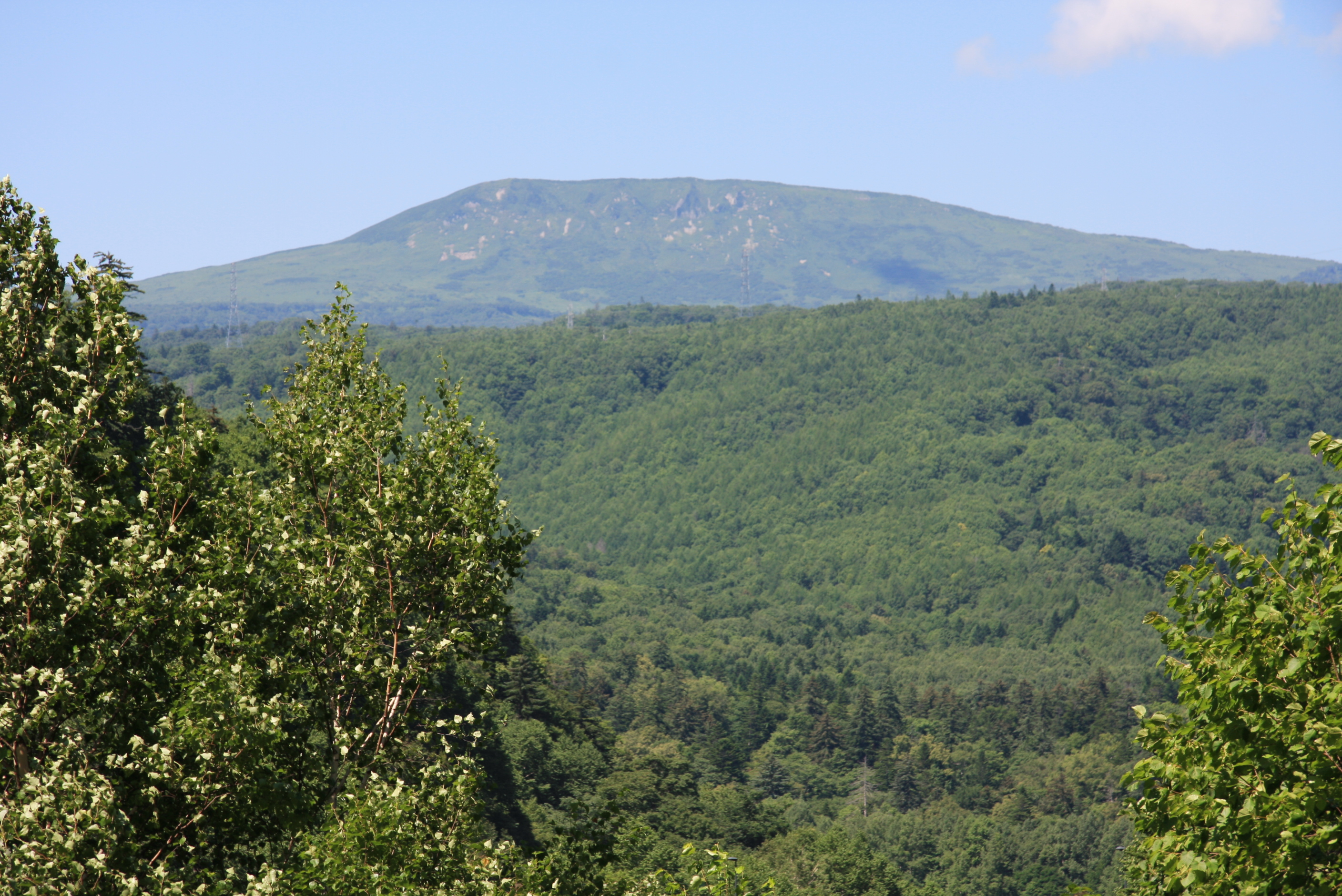
無意根山（2012年8月）
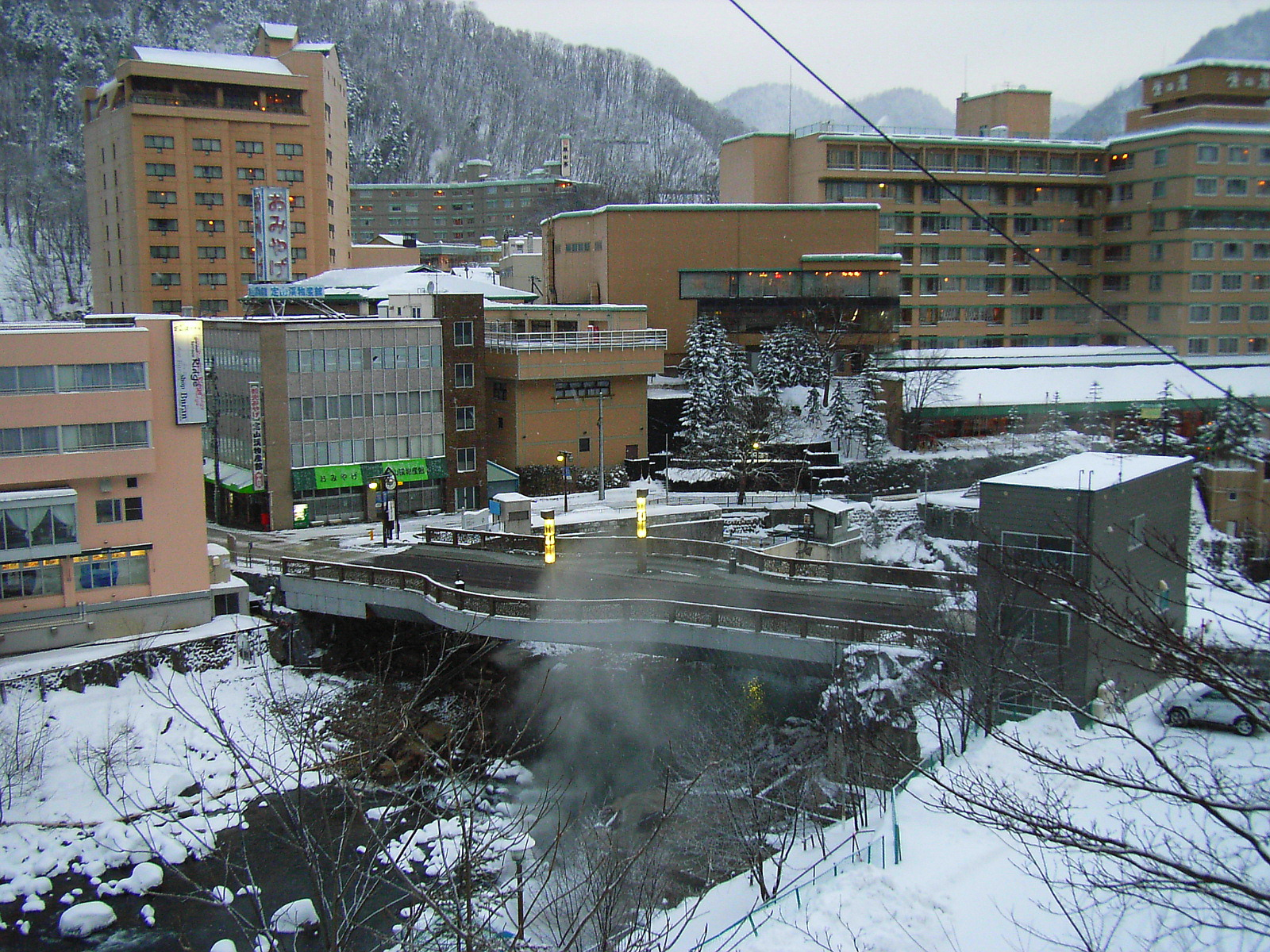
定山溪溫泉街（2004年12月）
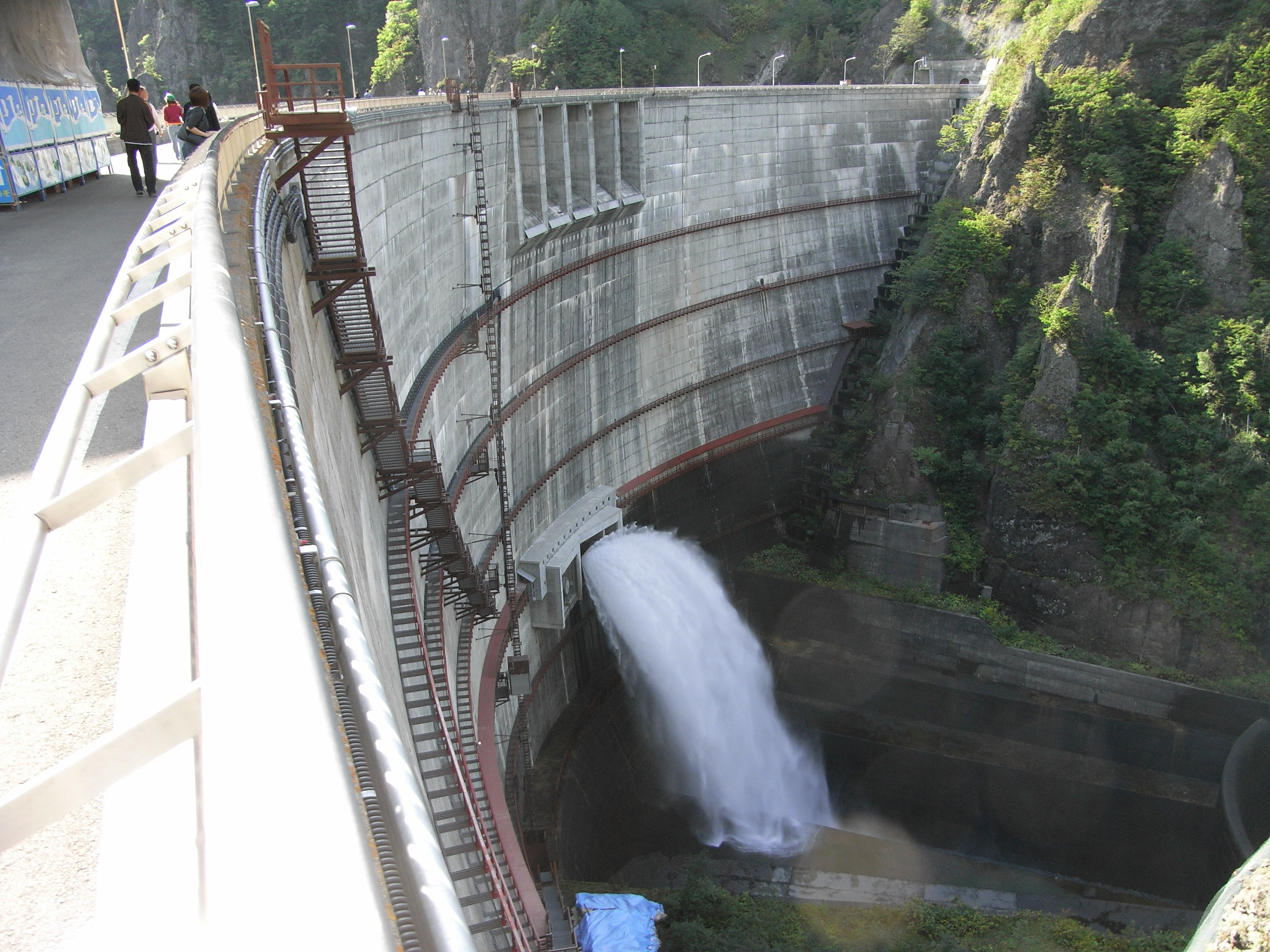
豐平峽水壩（2006年10月）

洞爺湖地域
以破火山口湖洞爺湖為中心的區域。湖中央有火山活動所形成的中島。區域內的有珠山是活躍的活火山，其噴火活動形成了洞爺湖溫泉與昭和新山。周邊1市3町2村以洞爺湖有珠山地質公園登錄為「世界地質公園」。

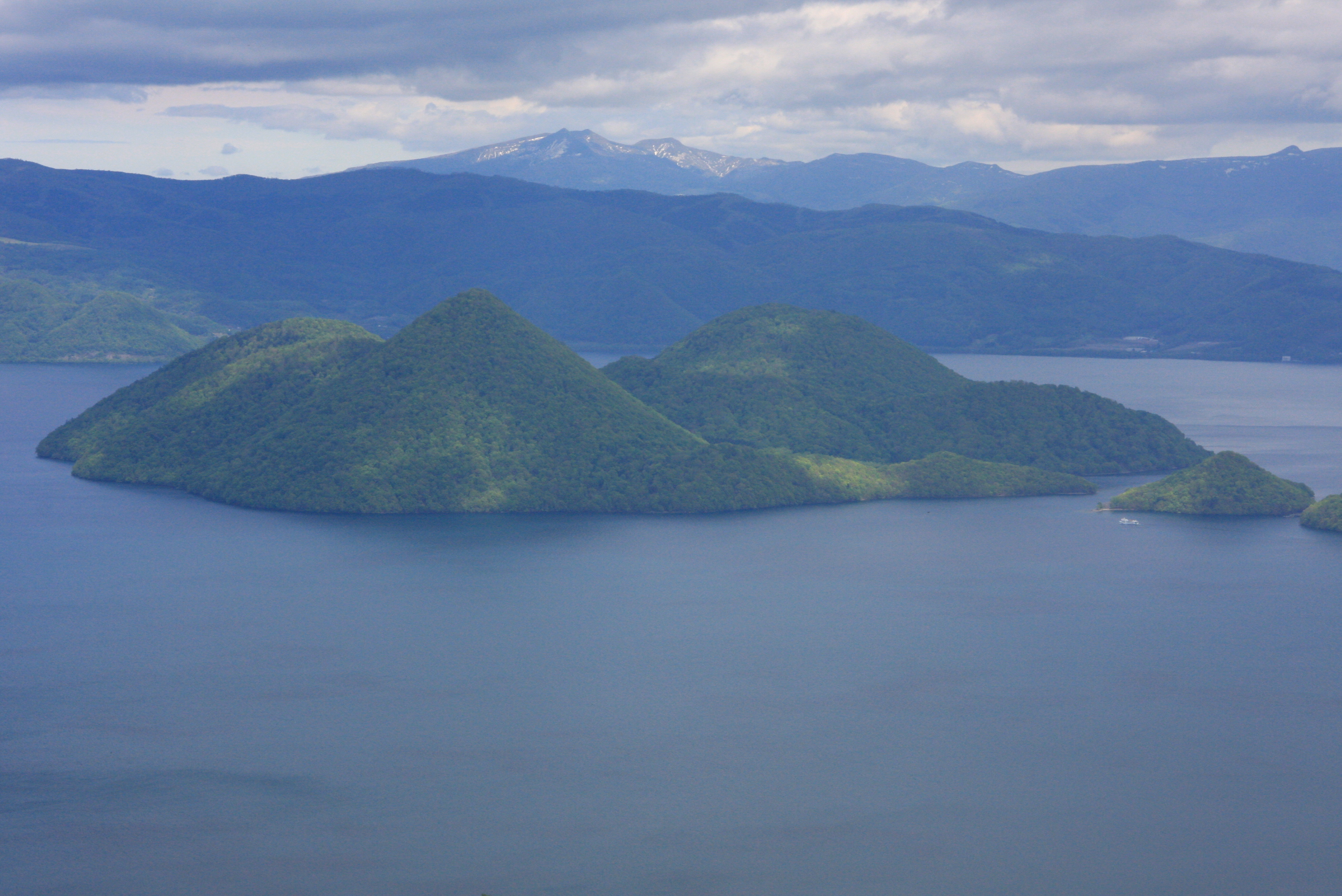
ポロモイ山眺望中島（2009年5月）
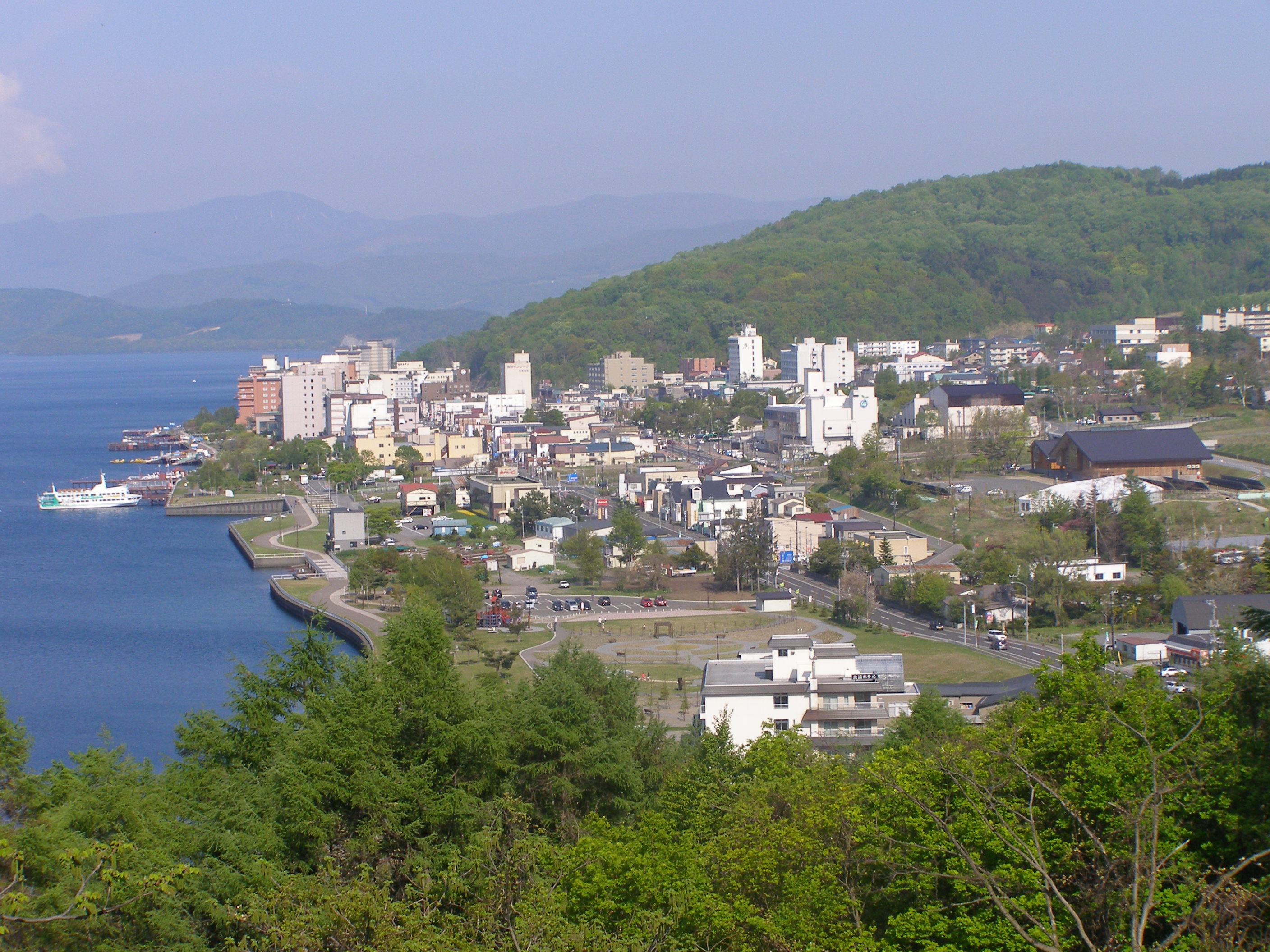
洞爺湖溫泉街（2008年5月）
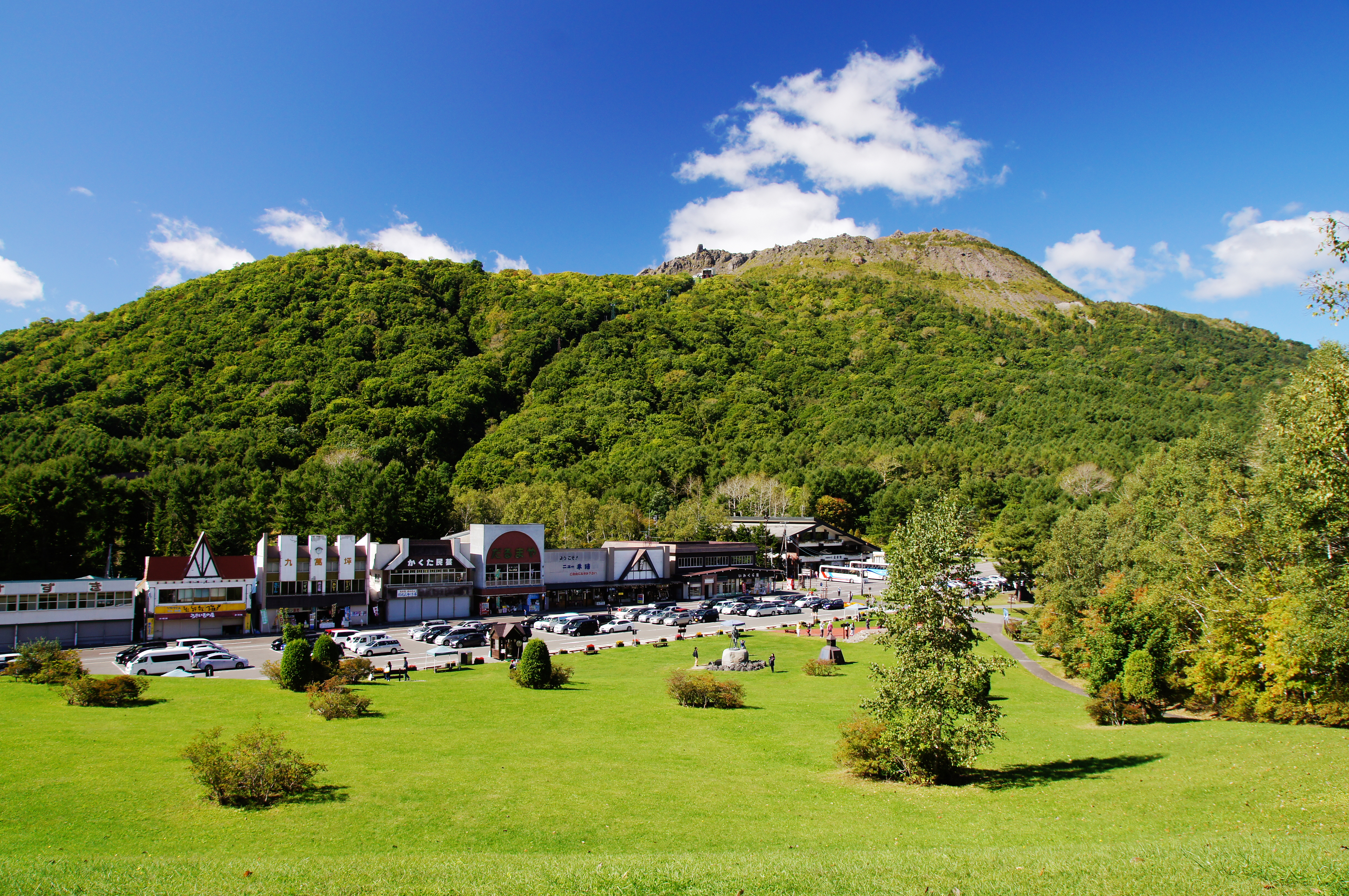
觀光設施與有珠山（2013年9月）
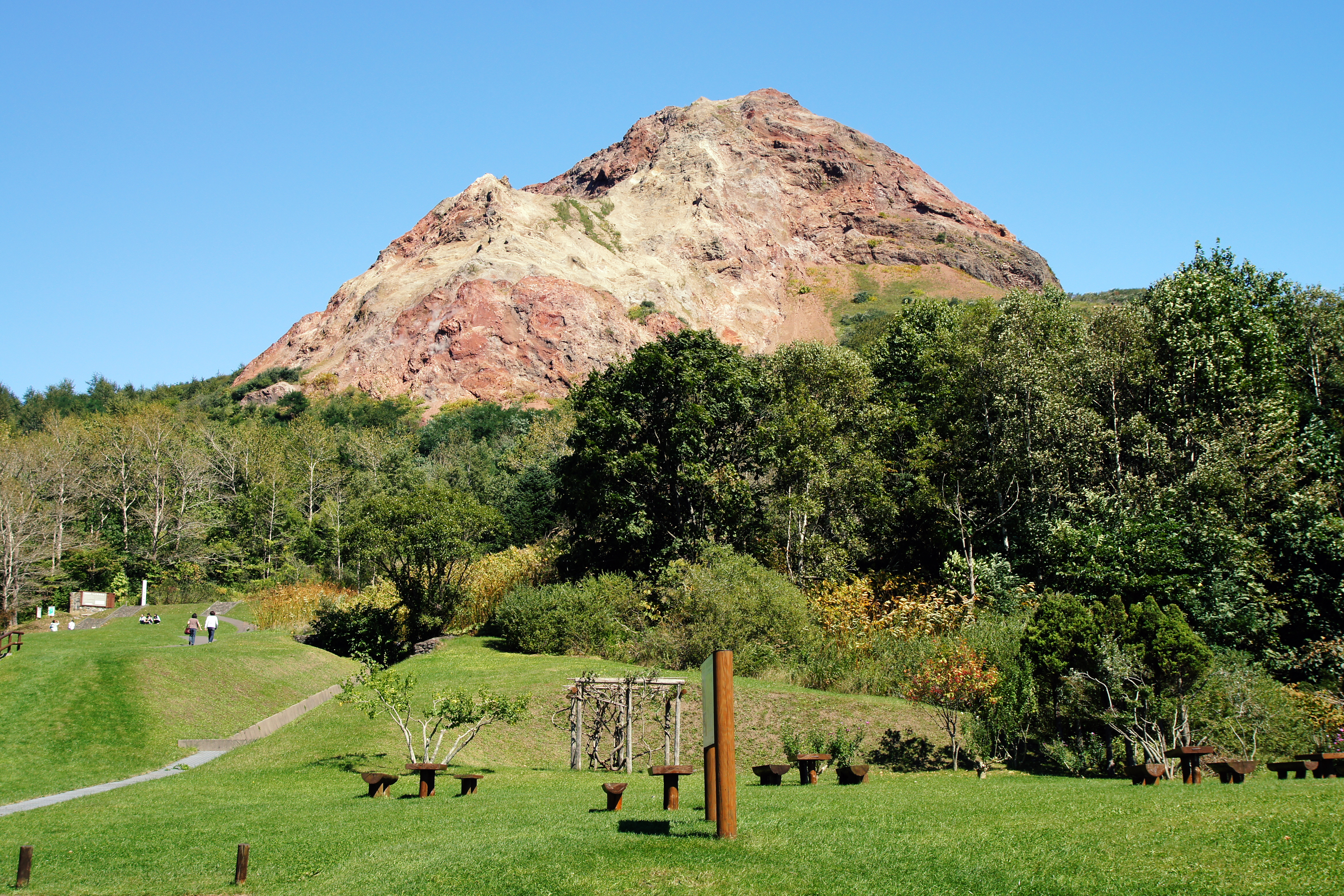
昭和新山（2013年9月）

羊蹄山地域
以獨立峰羊蹄山（蝦夷富士）為中心的區域。山頂有許多高山植物，並以「後方羊蹄山高山植物帶」指定為國家「天然紀念物」。山麓則以湧水、名水聞名。

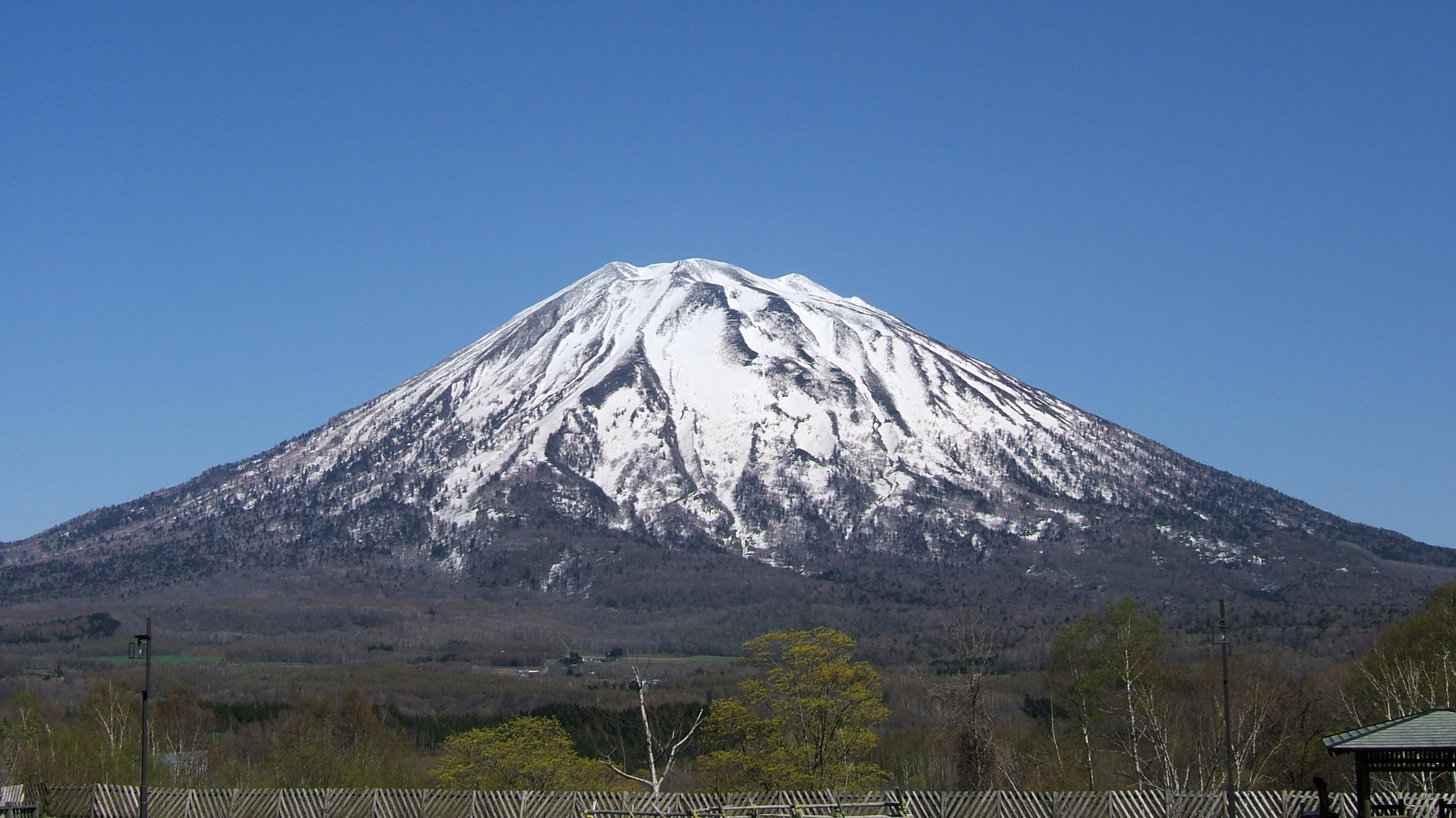
俱知安町比羅夫眺望羊蹄山（2005年5月）

登別地域
俱多樂火山周邊的區域。登別溫泉是北海道知名的溫泉地。破火山口湖俱多樂湖的水質極佳。

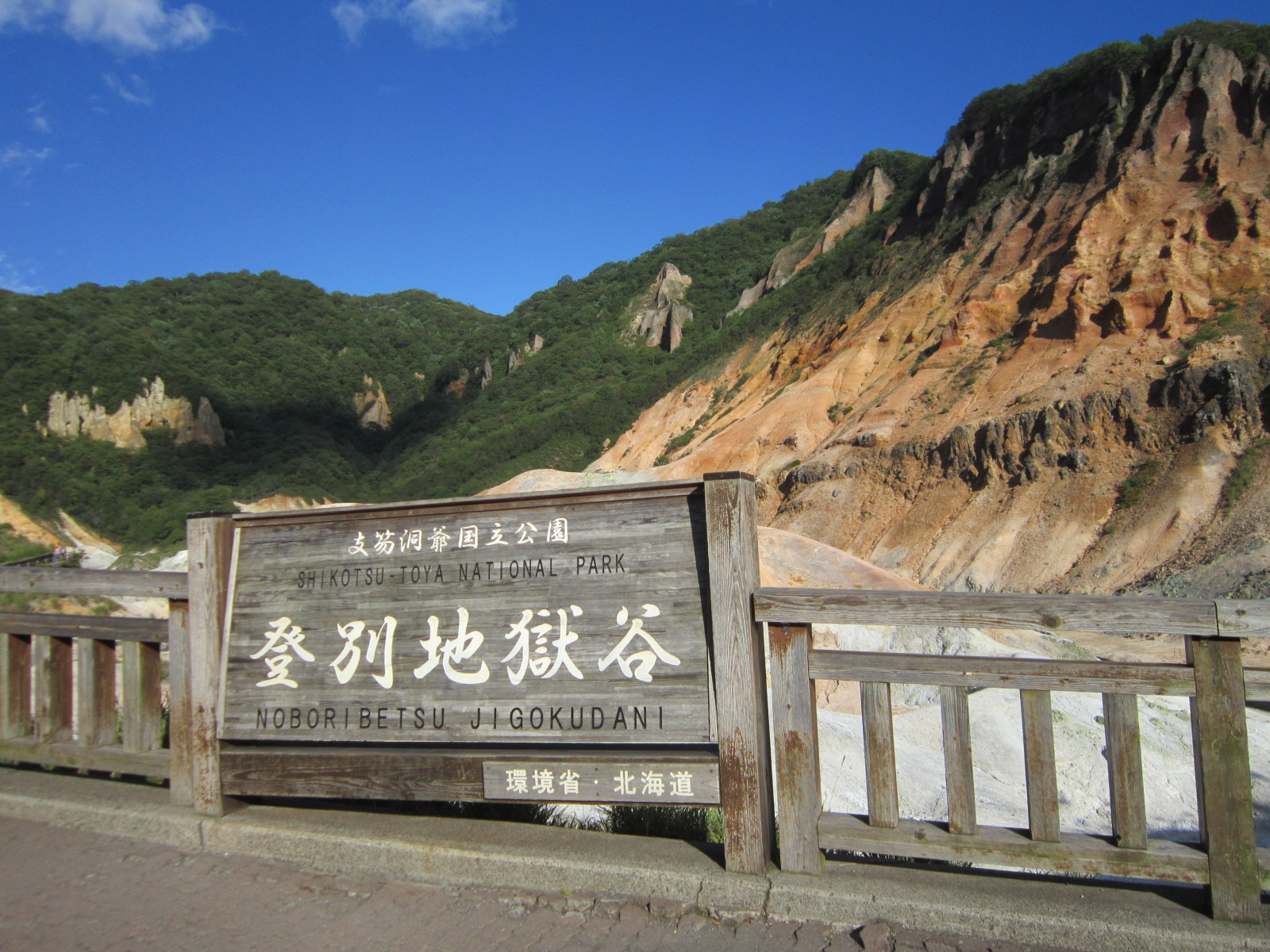
登別地獄谷（2013年8月）
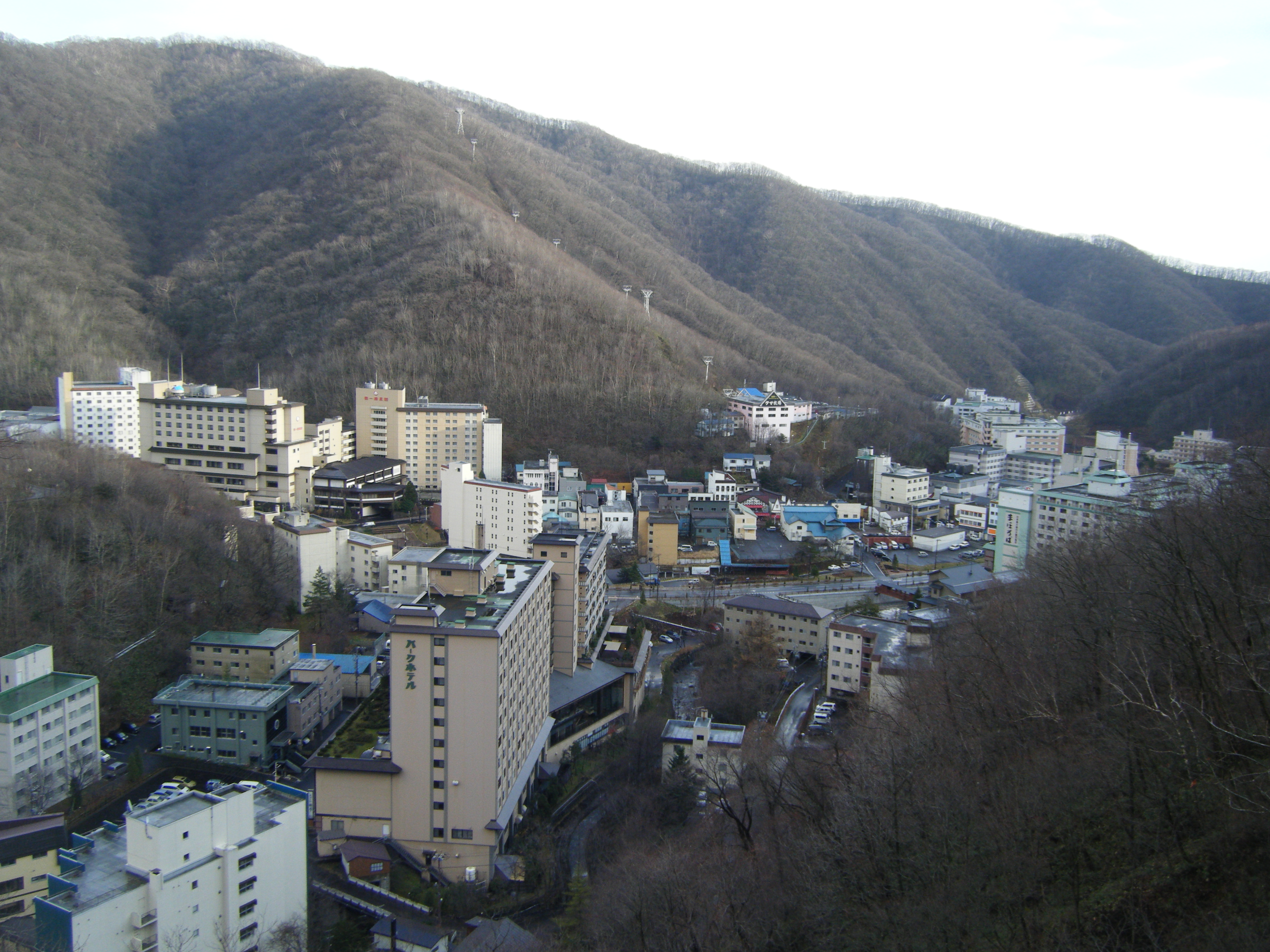
登別溫泉街（2008年5月）
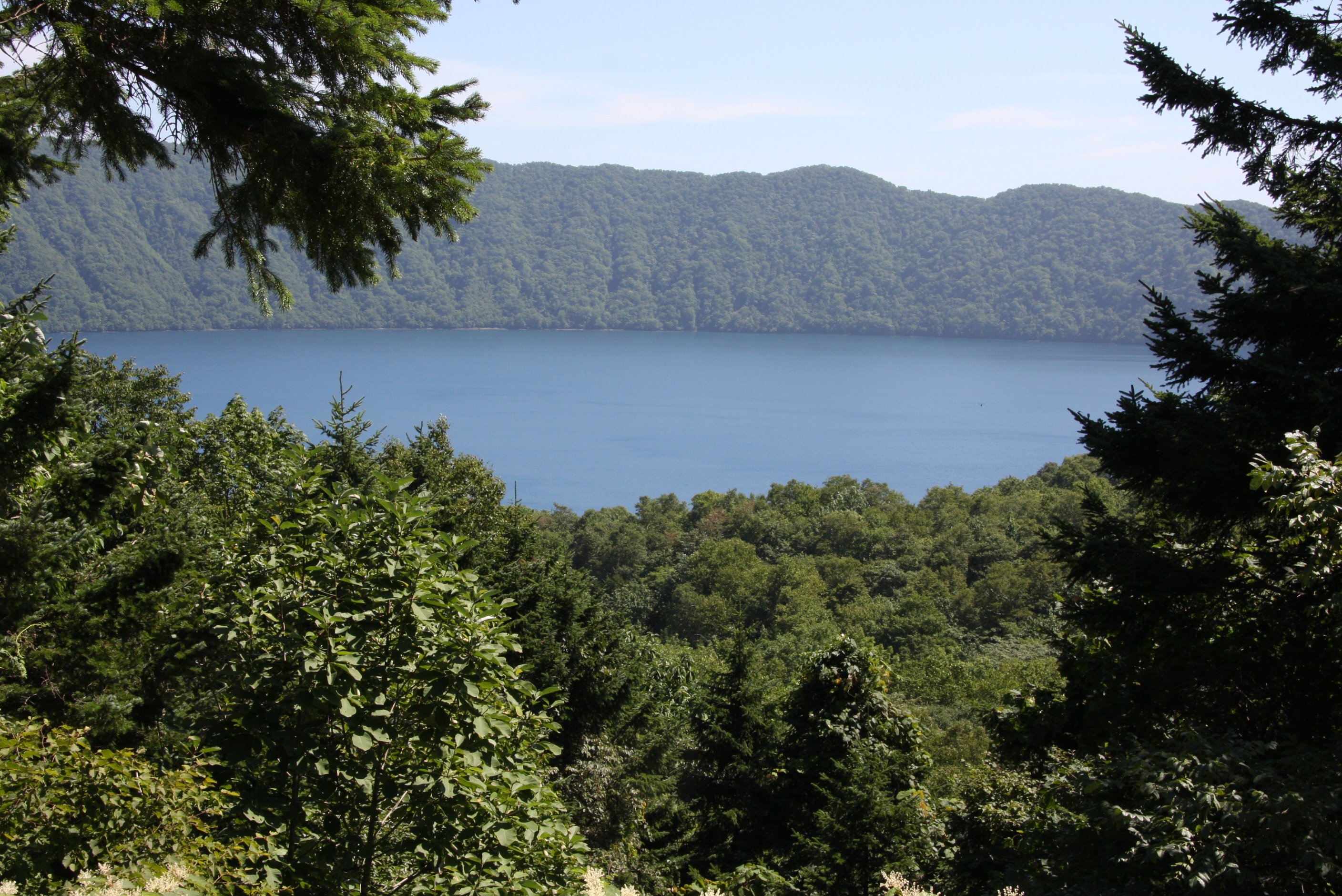
俱多樂湖（2012年8月）

## 歷史
- 1949年（昭和24年）：指定為國立公園。
- 1979年（昭和54年）：複審（羊蹄山地域）。
- 1980年（昭和55年）：支笏湖遊客中心開幕[10]。
- 1995年（平成07年）：複審（支笏湖、定山渓、洞爺湖、登別地域）、審視1（羊蹄山地域）。
- 2003年（平成15年）：審視1（洞爺湖地域）。支笏湖遊客中心重新開幕[11]。
- 2004年（平成16年）：洞爺財田自然體驗屋開幕[12]。
- 2006年（平成18年）：擴大進入限制。
- 2007年（平成19年）：洞爺湖遊客中心、火山科學館開幕[13]。
- 2009年（平成21年）：洞爺湖有珠山地質公園（日语：洞爺湖有珠山ジオパーク）登錄為「世界地質公園」[14]。

## 景點
- 樽前山
- 大丹別湖（オコタンペ湖）

定山溪地域
- 豐平峽（日语：豊平峡）

洞爺湖地域
- 壯瞥公園
- 金比羅火口、西山山麓火口

羊蹄山地域
- 半月湖

登別地域
- 大湯沼
- 登別原始林[15]
- オロフレ山（日语：オロフレ山）

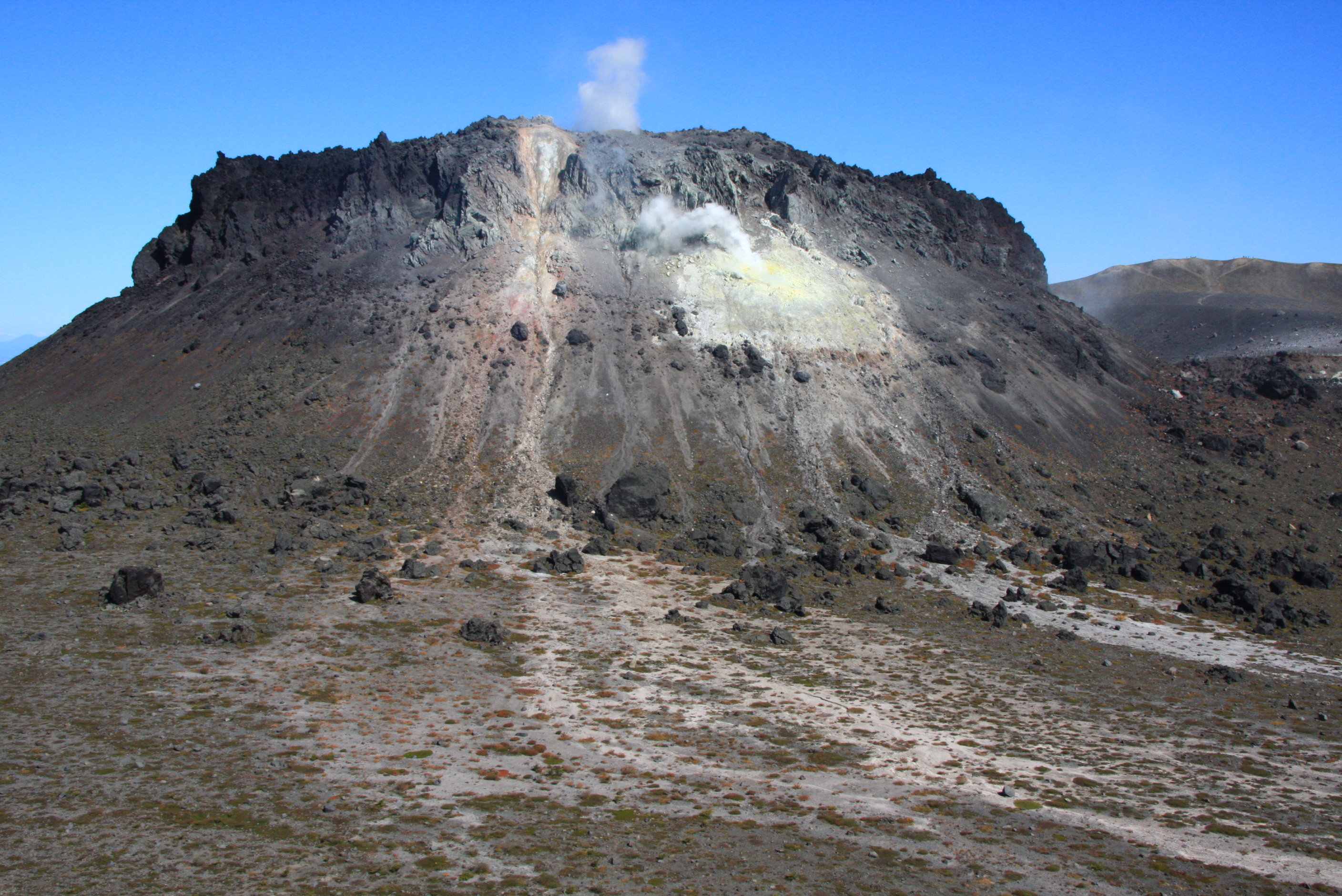
樽前山的熔岩圓頂丘（2009年9月）
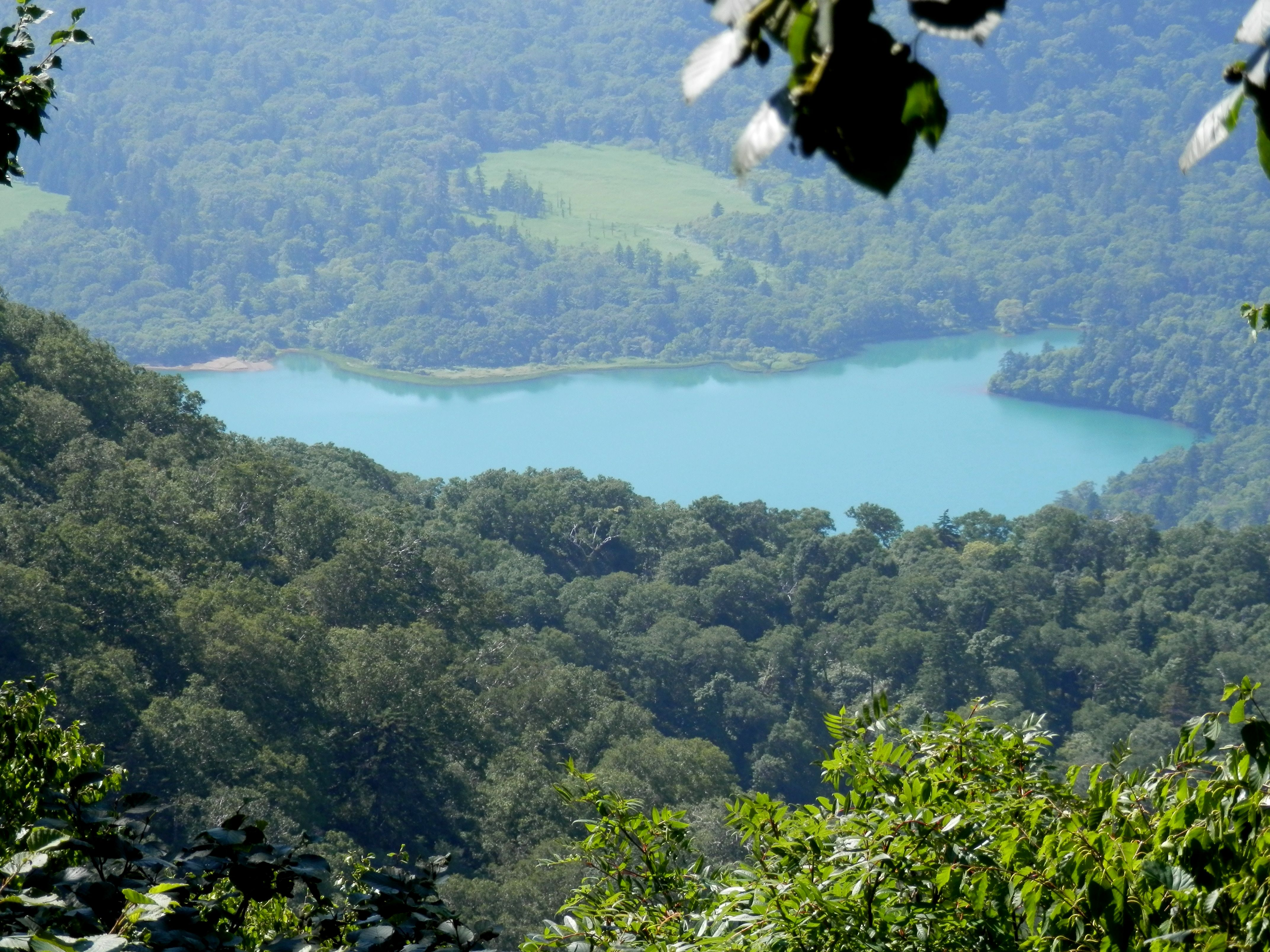
大丹別湖（2003年10月）
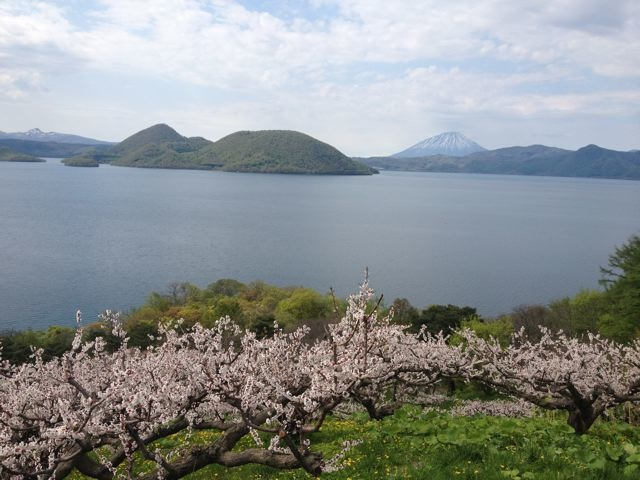
壯瞥公園的梅花與洞爺湖
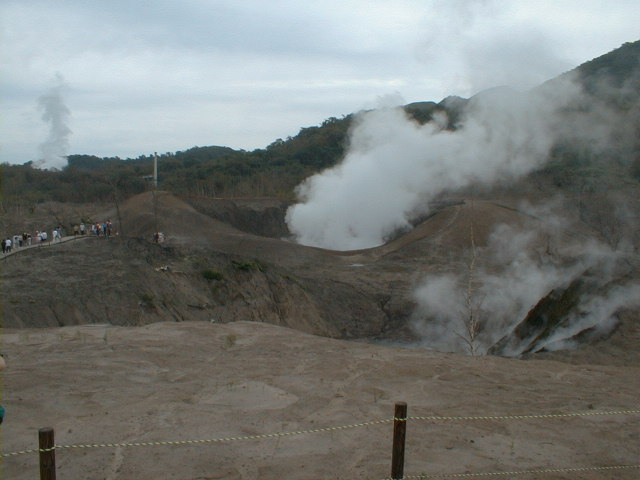
有珠山西山山麓火口（2007年）
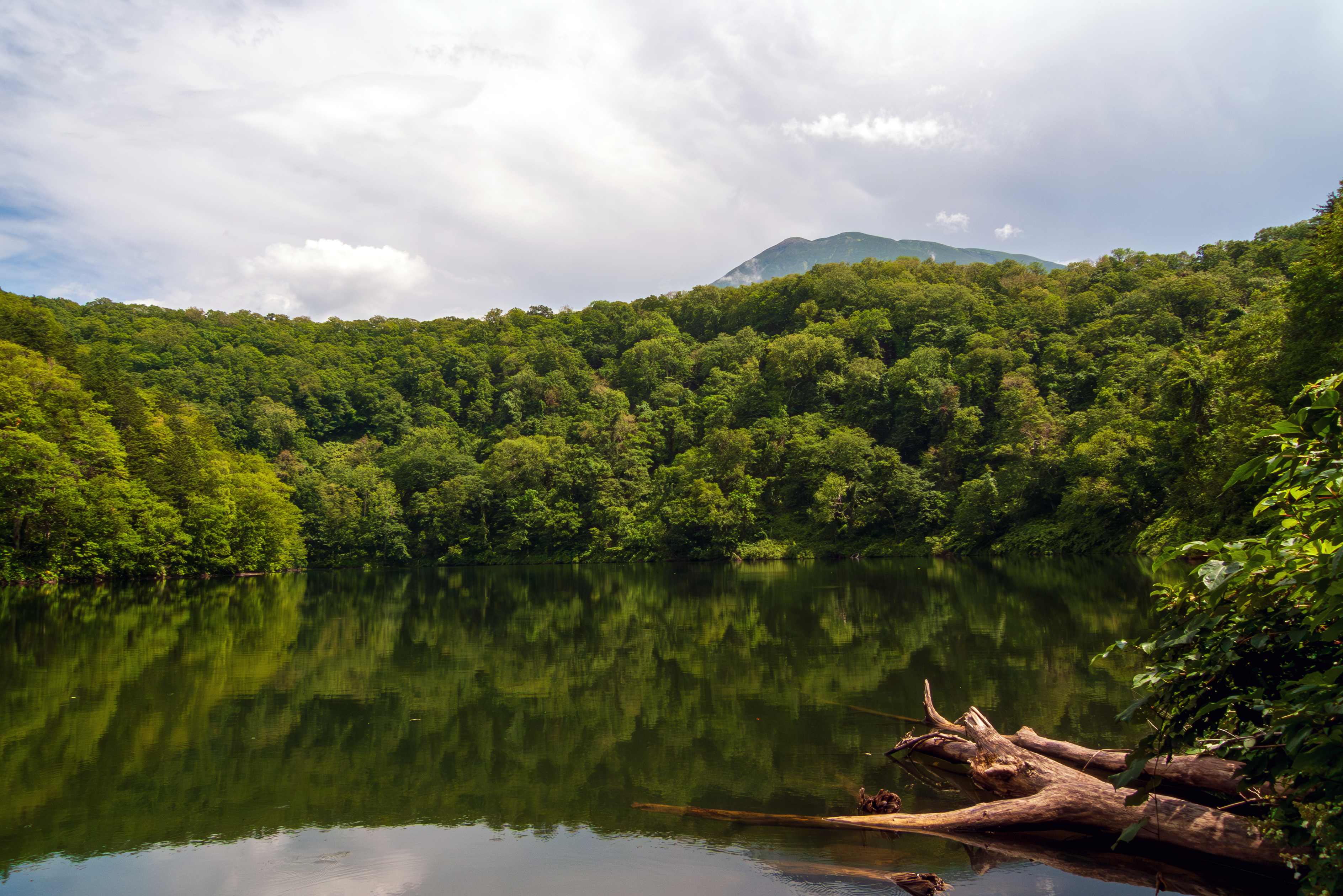
半月湖（2013年8月）
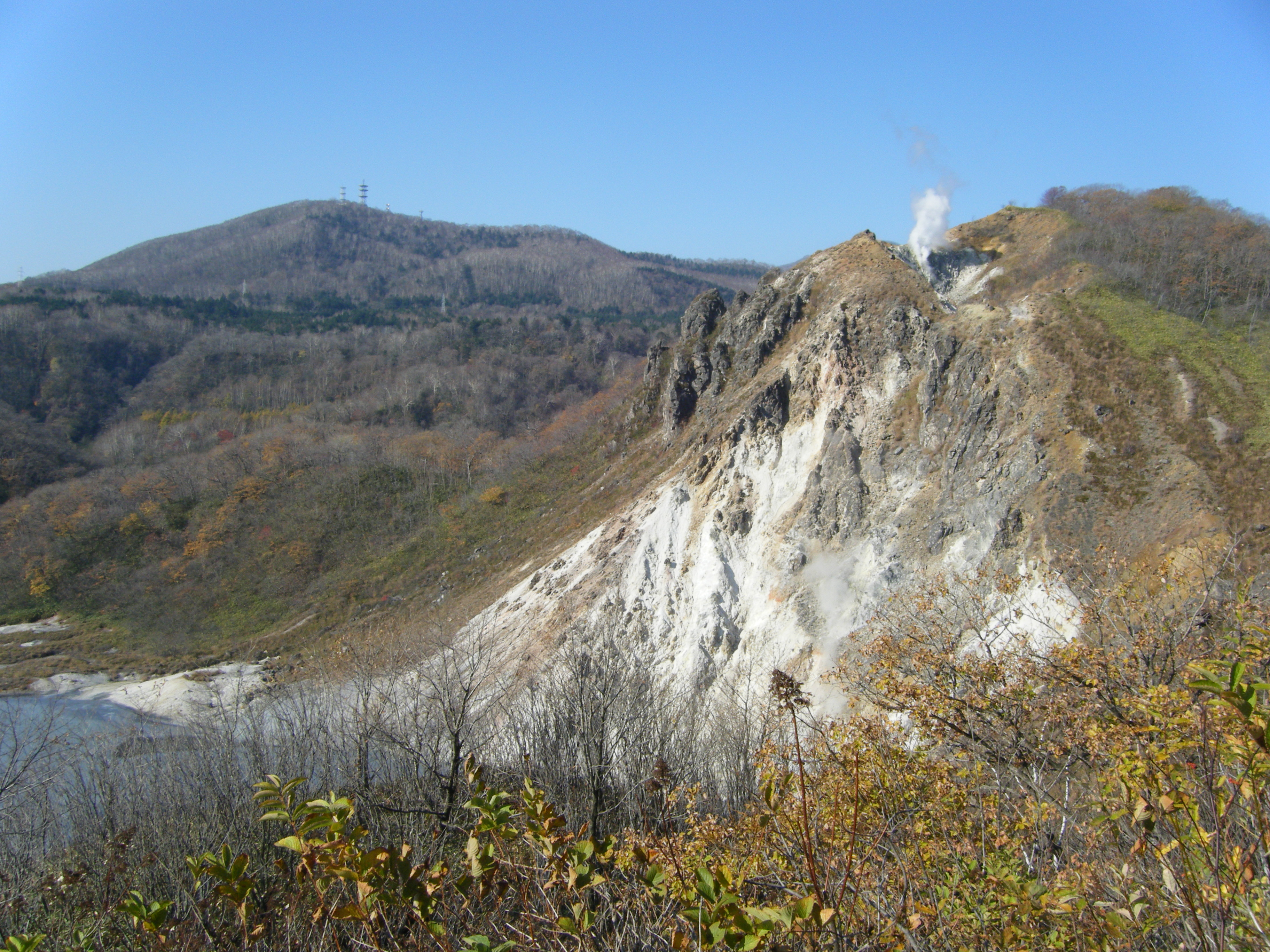
日和山與大湯沼（2008年11月）
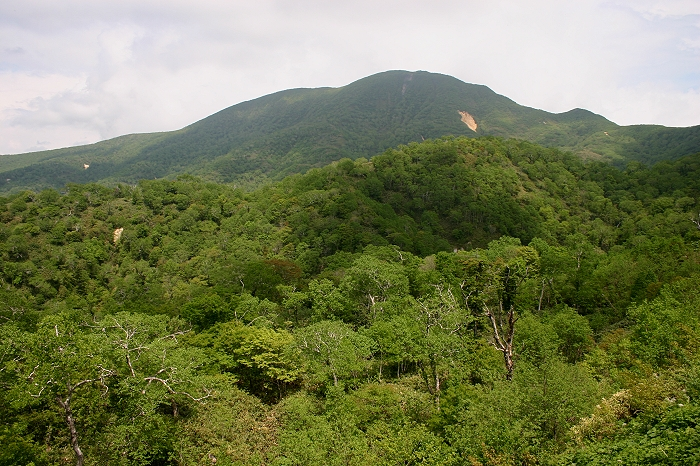
オロフレ峠眺望オロフレ山（2012年6月）

## 集團設施地區、遊客中心
| 地區名   | 面積    | 所在地                             | 使用人數（人） |
| -------- | ------- | ---------------------------------- | -------------- |
| 支笏湖   | 53.0ha  | 北海道千歲市                       | 1,014,000      |
| 登別     | 71.0ha  | 北海道登別市                       | 3,012,000      |
| 洞爺湖   | 102.1ha | 北海道虻田郡洞爺湖町、有珠郡壯瞥町 | 2,536,000      |
| 財田     | 61.6ha  | 北海道虻田郡洞爺湖町               | 21,000         |
| 昭和新山 | 12.8ha  | 北海道有珠郡壯瞥町                 | 1,322,000      |
| 真狩口   | 32.4ha  | 北海道虻田郡真狩村                 | 31,000         |

| 設施名               | 設置者 | 所在地                                | 使用人數（人） |
| -------------------- | ------ | ------------------------------------- | -------------- |
| 支笏湖遊客中心       | 環境省 | 北海道千歲市支笏湖溫泉                | 244,245        |
| 支笏湖公園小屋       | 環境省 | 北海道千歲市支笏湖溫泉                | -              |
| 登別公園服務中心     | 環境省 | 北海道登別市登別溫泉町                | -              |
| 洞爺湖遊客中心       | 環境省 | 北海道虻田郡洞爺湖町洞爺湖温泉町142-5 | 74,291         |
| 洞爺財田自然體驗屋   | 環境省 | 北海道虻田郡洞爺湖町財田2-2           | 4,090          |
| 昭和新山公園服務中心 | 環境省 | 北海道有珠郡壯瞥町昭和新山            | -              |

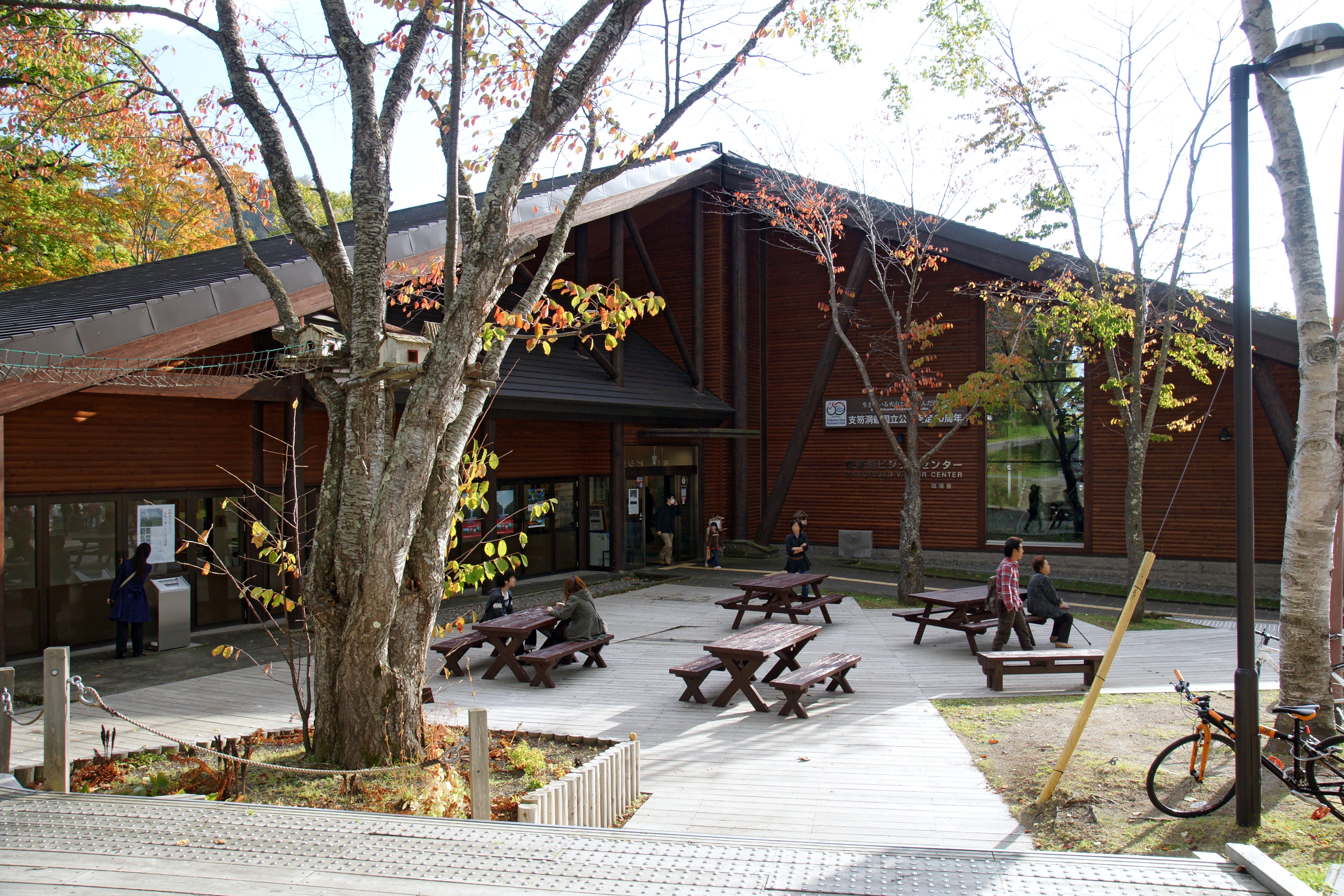
支笏湖遊客中心（2009年10月）

## 外部連結
- 支笏洞爺國立公園 （页面存档备份，存于）（環境省北海道地方環境事務所）
- 支笏洞爺國立公園支笏湖旅客中心 （页面存档备份，存于）
- 洞爺湖遊客中心 （页面存档备份，存于）
  - 洞爺湖遊客中心、火山科學館的Facebook專頁
- 洞爺財田自然體験屋 （页面存档备份，存于）
  - 洞爺財田自然體験屋的Facebook專頁